# Міхал Новак (лижник)
Мі́хал Нова́к (чеськ. Michal Novák; нар. 26 жовтня 1996 , Карлові Вари, Чехія) — чеський лижник. Учасник зимових Олімпійських ігор 2018.

## Результати за кар'єру
Усі результати наведено за даними Міжнародної федерації лижного спорту.

### Олімпійські ігри
| Рік  | Вік | 15 км індивідуальні пер. | 30 км скіатлон | 50 км мас-старт | Спринт | 4 × 10 км естафета | Командна першість спринт |
| ---- | --- | ------------------------ | -------------- | --------------- | ------ | ------------------ | ------------------------ |
| 2018 | 21  | 46                       | —              | —               | 61     | 10                 | —                        |

### Чемпіонати світу
| Рік  | Вік | 15 км індивідуальні пер. | 30 км скіатлон | 50 км мас-старт | Спринт | 4 × 10 км естафета | Командна першість спринт |
| ---- | --- | ------------------------ | -------------- | --------------- | ------ | ------------------ | ------------------------ |
| 2017 | 20  | —                        | —              | 36              | 44     | 11                 | 12                       |
| 2019 | 22  | 39                       | —              | 36              | 37     | 11                 | 17                       |
| 2021 | 24  | 35                       | —              | 24              | 23     | 11                 | 8                        |

### Кубки світу

#### Підсумкові місця в Кубку світу за роками
| Сезон | Вік | Місце в дисципліні | Місце в дисципліні | Місце в дисципліні | Місце в дисципліні | Місце в Скі Тур | Місце в Скі Тур | Місце в Скі Тур | Місце в Скі Тур   | Місце в Скі Тур |
| Сезон | Вік | Загалом            | Дистанція          | Спринт             | Ю-23               | Nordic Opening  | Тур де Скі      | Скі Тур 2020    | Фінал Кубка світу | Скі Тур Канада  |
| ----- | --- | ------------------ | ------------------ | ------------------ | ------------------ | --------------- | --------------- | --------------- | ----------------- | --------------- |
| 2016  | 19  | НК                 | НК                 | —                  | НК                 | —               | —               | Н/Д             | Н/Д               | —               |
| 2017  | 20  | НК                 | НК                 | НК                 | НК                 | 67              | НФ              | Н/Д             | —                 | Н/Д             |
| 2018  | 21  | 130                | НК                 | 72                 | 20                 | 56              | 39              | Н/Д             | 51                | Н/Д             |
| 2019  | 22  | 90                 | 75                 | 57                 | 16                 | НФ              | —               | Н/Д             | —                 | Н/Д             |
| 2020  | 23  | 66                 | 53                 | 47                 | Н/Д                | 30              | НФ              | НФ              | Н/Д               | Н/Д             |
| 2021  | 24  | 34                 | 54                 | 13                 | Н/Д                | 38              | 24              | Н/Д             | Н/Д               | Н/Д             |